# 倡議
倡議（英語：advocacy）係指有目的地去努力改變目前現有或研議中攸關特定個案或其群體權益的公共政策或實務作法，亦或間接促成環境改變以更符合特定個案或其群體的相關需求，例如政策倡議、階層倡議、公民倡議、社區倡議、個案倡議等。因此，倡議包括「獲取公認」、「使其修正」與「促進提昇」三個過程。

## 倡議的假設[1][3]
1. 每個人皆享有合理的生活品質之基本權利，並且免於傷害，以及獲得充分發展的機會。
2. 社會正義尚未真正在我們社會中實現，而且從事倡議的人仍然不能接受目前的社會現況。
3. 人類的問題是起源於社會制度。
4. 倡議的焦點在於改變價值觀與態度，而非行為本身。
5. 政府應該而且會回應個案的需求。
6. 政策的決定或改變，務須過程透明化，並前後一致。
7. 政策改變主要是促使服務、權力與利益的改善，
8. 組織的改變，務須做到公開化及前後一貫性。
9. 倡議活動通常需要長時間才能顯現其效果。

## 倡議的類型

### 政策倡議
政策倡議（policy advocacy）致力於影響那些擁有法律、公共方案或法院判決等決定權的人。政策倡議與系統倡議（systems advocacy）相同，其目標皆廣泛性地改變眾多的個案對象或群體。

### 階層倡議
階層倡議 （class advocacy）為透過介入的行動來協助一群有同樣問題或情況的人。例如，積極涉入維護某一整個類別群體的權益。

### 社區倡議
社區倡議 （community advocacy）乃在說服或教育被界定及證實有某問題的社區，並且協助社區組織起來。另外，社區倡議也是在替社區有類似問題或需求的一群人發聲，而且這些人可能並不知道對方。因此，社區倡議有兩個重要的步驟，首先是找出目前政策或方案背後隱藏的信念、態度、錯誤訊息與意象，第二是以新的思維取代或做些微改變，來消除或抑制原先想法的持續發展。社區倡議的相關概念包含社區聯盟、公民參與等。

### 個案倡議
個案倡議 （case advocacy）積極維護正面臨不利情境的特定個案或對象群體（某一家庭、兒童、青少年等），例如沒有機構回應、缺乏服務提供或已承諾的服務不兌現等，並透過相關個案的聲援行動，以確保或提昇為其所需的服務、資源或權益。一般來說，個案倡議的方式有自助團體、去標籤化（stigmatization）、促成積極回應的協助網絡等，這些多數屬於間接服務。

## 倡議的活動方式
倡議的活動方式如以下17類：爭取更好的服務、推動增進機構個案的權益、與機構協商談判、向決策者提供證據、遊說個別的政策制定者、訴訟或尋求法律的救濟、代表個案參與行政聽證會、影響相關機構的行政法規、教導個案解決問題的倡議技巧、教育個案其應得權益、教育大眾在相關議題、監督相關機構的績效、進行相關議題的研究、組織聯盟、影響相關議題的媒體報導、動員選民的支持、投入政治競選活動等。

## 外部連結
- 台灣社區心理學資訊網
- 美國評估學會（页面存档备份，存于）（American Evaluation Association）